# Alejandro Pohlenz
Alejandro Pohlenz (México D.F., México, 1961) es un escritor de telenovelas mexicanas. Solía formar dupla con el productor Emilio Larrosa, quien le solicitaba desarrollar por completo el libreto de la idea original que se le ocurría, además por algún tiempo desarrollaba los libretos en conjunto con Verónica Suárez, la mayoría de los libretos eran para audiencia popular. Desde 2011 a 2016 fue el adaptador de cabecera del productor Juan Osorio.Actualmente trabaja en Food Police .

## Trayectoria

### Historias Originales
- Sueño de amor (2016) Idea original junto con Juan Osorio
- Amor sin maquillaje (2007) (con Salvador Garcini) adaptación Aída Guajardo
- Mujer de madera (2004/05) Idea original de Emilio Larrosa
- Las vías del amor (2002/03) Idea original de Emilio Larrosa
- Amigas y rivales (2001) Idea original de Emilio Larrosa
- Mujeres engañadas (1999/2000) Idea original de Emilio Larrosa
- Primera parte de Salud, dinero y amor (1997) Idea original de Emilio Larrosa
- Tú y yo (1996/97) (con Verónica Suárez) Idea original de Emilio Larrosa
- El premio mayor (1995/96) (con Verónica Suárez) Idea original de Emilio Larrosa
- Volver a empezar (1994/95) (con Verónica Suárez) Idea original de Emilio Larrosa
- Dos mujeres, un camino (1993/94) (con Verónica Suárez) Idea original de Emilio Larrosa
- Mágica juventud (1992/93) (con Verónica Suárez) Idea original de Emilio Larrosa
- Muchachitas (1991/92) (con Verónica Suárez) Idea original de Emilio Larrosa

### Adaptaciones
- Tierra de esperanza (2023) con María Chávez y Fabiola López Neri, versión de Vanesa Varela y José Alberto Castro, original de Humberto «Kiko» Olivieri
- Hijas de la luna (2018) con Palmira Olguín, original de Bernardo Romero Pereiro
- Mi corazón es tuyo (2014) con Marcia del Río y Pablo Ferrer, original de Ana Obregón
- Porque el amor manda (2012) con Marcia del Río y Ricardo Tejeda, original de Jörg Hiller, Claudia Sánchez y Catalina Coy
- Una familia con suerte (2011/12) Marcia del Río, Nora Alemán y María Antonieta "Calu" Gutiérrez, original de Adriana Lorenzón y Mario Schajris
- Segunda parte de Palabra de mujer (2007/08) original de Nené Cascallar
- Segunda parte de La fea más bella con Palmira Olguín (2006/07), original de Fernando Gaitán
- Soñadoras (1998/99) (con Saúl Pérez Santana y Pedro Pablo Quintanilla), original de Emilio Larrosa, Rocío Taboada y Braulio Pedrasa

### Ediciones literarias
- Al filo de la muerte (1991) con Verónica Suárez (escrita por Fernanda Villeli y Marcia Yance)

### Trabajos adionales en telenovela
- Segunda parte de Los exitosos Pérez (2009/2010) Original de Sebastián Ortega
- 15 capítulos de Soy tu dueña (2010) Original de Inés Rodena y María del Carmen Peña

### Remakes reescritos por otros
- Amigas e rivais (2007) (versión de Amigas y rivales) por Letícia Dornelles
- Muchachitas como tú (2007) (versión de Muchachitas) por Emilio Larrosa, Verónica Suárez y Ricardo Barona

### Series
- 1988: Somos (con Verónica Suárez)
- 1987-1990: Tres Generaciones (con Verónica Suárez, Carlos Enrique Taboada).
- 1987: Jajá
- 2021: Somos Navidad (programa unitario)

### Trabajo en producción
- El camino secreto (1986/Jefe de Producción)
- ¿Qué nos pasa? (Asistente de dirección de cámaras)

### Novelas publicadas
- La Media Naranja (Palibrio, 2019).
- La Rueda de la Fortuna (Amazon, 2022)
- El Visitante (Amazon, 2023)

### Participación internacional
- ALATU (Asociación Latinoamericana de Teleeducación Universitaria). Participó en el Tercer Seminario Técnico-Académico (Lima, Perú, 1983) con el cortometraje “Los Sueños se Recuerdan en Pretérito".

### Conferencias nacionales e internacionales
- Festival Latinoamericano de Televisión Universitaria. (UNAM, Ciudad de México; 1983)
- Conferencia de Comunicación y Periodismo. (Universidad Anáhuac, Ciudad de México)
- LART (Latino Artists Round Table): Congreso de Coincidencias y Disidencias (NYU, USA; 2002); Congreso Internacional de Literatura, Cine, Televisión, Teatro y Bellas Artes (NYU, USA; 2003); Cuarto Congreso de Artistas y Escritores Latinoamericanos (Universidad de Santo Domingo; Santo Domingo, República Dominicana; 2005)
- Embajada de los Estados Unidos de América: El Contenido de Programas de Televisión como una Estrategia de Prevención. (México City, México; 2003).

### Estudios
- Licenciatura en Ciencias de la Comunicación por la Universidad Anáhuac
- Maestría en Creación Literaria por la Universidad Internacional de Valencia

## Premios y nominaciones

### Premios TVyNovelas 2015
| Categoría                | Telenovela         | Resultado |
| ------------------------ | ------------------ | --------- |
| Mejor guion o adaptación | Mi corazón es tuyo | Nominado  |

### Premios TVyNovelas 1996
| Categoría           | Telenovela      | Resultado |
| ------------------- | --------------- | --------- |
| Mejor idea original | El premio mayor | Ganador   |

### Premios TV Adicto Golden Awards 2018
| Categoría        | Telenovela       | Resultado |
| ---------------- | ---------------- | --------- |
| Mejor Adaptación | Hijas de la luna | Ganador   |